# Wouter De Clerck
Wouter, artiestennaam van Wouter De Clerck, (Merksem, 2 april 1983) is een Belgisch zanger.

## Levensloop en carrière
Wouter De Clerck werd tweede in de Idool-editie van 2004 na Joeri Fransen. De single Walking in Memphis, een cover van Marc Cohn, behaalde een 3de plaats in de Vlaamse hitlijsten. Hierna had Wouter nog enkele kleinere hits. Na het jaar 2006 verdween hij uit beeld. Hij ging terug zingen bij de plaatselijke band E.F.R.

## Discografie
| Single met hitnotering(en) in de Vlaamse Ultratop 50 | Datum van verschijnen | Datum van binnenkomst | Hoogste positie | Aantal weken | Opmerkingen |
| ---------------------------------------------------- | --------------------- | --------------------- | --------------- | ------------ | ----------- |
| Walking in Memphis                                   | 2005                  | 21-05-2005            | 3               | 15           |             |
| One Little Slip                                      | 2005                  | 05-11-2005            | 16              | 12           |             |
| Freefall                                             | 2005                  | 11-03-2006            | 18              | 8            |             |
| In the Arms                                          | 2005                  |                       | tip8            |              |             |